# The Great Lover
The Great Lover ist ein US-amerikanischer Musikfilm mit Adolphe Menjou und Irene Dunne aus dem Jahr 1931.

## Handlung
Der weltberühmte Bariton Jean Paurel hat sich den Spitznamen „The Great Lover“ durch zahlreiche Affären, vorzugsweise mit verheirateten Frauen, hart erarbeitet. Auf einem Ozeandampfer trifft er die junge Diana Page, die in Europa Gesang studiert hat. Paurel ist begeistert von ihrem Talent und arrangiert für Diana ein Vorsingen an der Oper. Seine ehemalige Geliebte, die bekannte Operndiva Savarova, ist immer noch verärgert über die Art, wie Paurel sie vor Jahren sitzengelassen hat, und weigert sich, mit ihm aufzutreten. Paurel nutzt die Gelegenheit, um an ihrer Stelle Diana zu besetzen. Diana ist mittlerweile in argen Gewissensnöten, denn sie liebt seit Jahren heimlich Carlo Jonino, der ewigen Zweitbesetzung von Jean Paurel. Diana feiert an der Seite von Paurel einen Triumph und wird praktisch über Nacht ein gefeierter Star. Savarova ertappt Carlo und Diana, die sich heimlich küssen, und verliert keine Minute, um die Neuigkeiten zu Paurel zu tragen. Der ist außer sich vor Wut über die Intrige von Savarova und schreit sie derart heftig an, dass er sofort seine Stimme verliert. Diana ist tief getroffen, als sie von Paurels Unglück erfährt. Sie beschließt, ihr eigenes Glück zu opfern und sich ganz der Pflege des Mannes zu widmen, dem sie ihre Karriere verdankt. Als alles verloren scheint, erkennt Paurel, wen Diana wirklich liebt. Großzügig verzichtet er auf seine eigenen Gefühle, sodass die beiden Liebenden endlich heiraten können.

## Hintergrund
Mit dem Aufkommen des Tonfilms entwickelte sich rasch auch das neue Genre des Musikfilms. Zunächst wurde der Markt von Produktionen wie The Broadway Melody und Golddiggers of 1929 beherrscht, die sich durch eine Mischung aus aufwändigen Revueszenen und Tanzeinlagen auszeichneten. Allmählich entwickelte sich auch das Filmmusical und die Filmoperette. Metro-Goldwyn-Mayer ging Ende 1929 noch einen Schritt weiter und produzierte Filme, die klassische Opernarien in die Handlung einbauten. Lawrence Tibbett und Grace Moore, zwei populäre Darsteller der Metropolitan Opera in New York wurden unter Vertrag genommen und zu Stars aufgebaut. Bereits Mitte 1930 allerdings war der Markt für Gesangsfilme am Zusammenbrechen. Das permanente Überangebot von zweit- und drittklassigen Filmen führte zu einer zunehmenden Apathie der Zuschauer für solche Produktionen.
The Great Lover war eine der letzten Filme, die klassische Musik und Opernarien in den Mittelpunkt der Handlung stellten. Das Studio suchte das Risiko an der Kinokasse zu minimieren, in dem es bei der Rahmenhandlung auf ein populäres Theaterstück aus dem Jahr 1915 von George M. Cohan setzte, dessen Namen den Zuschauer vertraut war. Die Hauptrolle übernahm mit Adolphe Menjou ein etablierter und bekannter Name. Menjou hatte kurz zuvor in Morocco an der Seite von Marlene Dietrich und Gary Cooper ein Comeback gefeiert und seinen Ruf mit dem Auftritt in The Front Page konsolidiert.
Für Irene Dunne bot der Film die Gelegenheit, sich als Interpretin klassischer Arien zu präsentieren. Die Schauspielerin konnte auf eine fundierte Gesangsausbildung zurückblicken und hatte sich bereits, wenn auch vergeblich, 1920 als Sopranistin an der Metropolitan Opera in New York beworben. Ihr Leinwanddebüt gab sie Mitte 1930 in dem Musical Leathernecking, doch ihren Durchbruch schaffte sie mit einer dramatischen Leistung in Cimarron, was ihr die erste von insgesamt fünf Oscar-Nominierungen als Beste Hauptdarstellerin einbrachte. Bereits in Consolation Marriage bekam sie mit ihrem Namen über dem Titel offiziell den Status als Star zugebilligt.
Olga Baclanova, die im Vorspann, ganz im Stil von Garbo, nur als „Baclanova“ angekündigt wurde, stand zu dem Zeitpunkt unter Vertrag bei MGM. Sie war in den letzten Tagen des Stummfilms als Darstellerin von Vamps und leichtlebigen Frauen zu einiger Bekanntheit gekommen. Mit dem Aufkommen des Tonfilms erwies sich ihr schwerer Akzent jedoch als Handicap und sie wurde ausschließlich in Nebenrollen eingesetzt, um sich nach 1932 weitgehend von der Leinwand zu verabschieden.

## Kritiken
Mordaunt Hall von der New York Times war in seiner Kritik vom 24. August 1931 recht angetan von Film und Hauptdarsteller:

„Adolph Menjou spricht in The Great Lover, einem oberflächlichen, aber gleichwohl unterhaltsamen Film, mit einem französischen Akzent und gibt eine durchdachte und überzeugende Darstellung. […] Der gut inszenierte Film bietet zahllose interessante Details und wenn einige der Geschehnisse überhastet wirken, so sind andere doch wirklich beeindruckend. Weder Neil Hamilton […] noch Miss Dunne tragen viel zum Erfolg des Films bei, aber fairerweise muss man zugeben, dass ihre Dialoge häufig schlecht geschrieben sind. Baclanova ist gut in einigen ihrer Szenen.“

Variety gab Irene Dunne ungleich mehr an positivem Feedback.

„Irene Dunne macht als Hauptdarstellerin eine charmante Figur und trägt einige für die Handlung wichtige Songs vor. Ihre Rolle verlangt nach ruhiger und einfühlsamer Würde, über die die junge Schauspielerin reichlich verfügt.“

## Originalzitate
1. ↑  In a superficial but nevertheless entertaining picture, called The Great Lover, Adolphe Menjou, speaking with a French accent, gives a conscientious and effective performance […] There is an abundance of interesting detail in this nicely staged production, and, while some of the incidents are developed too hastily, others are really impressive. Neither Neil Hamilton […] nor Miss Dunne does much to help the success of the film, but in justice to them it should be stated that their lines are often poorly written. Baclanova is good in some of her scenes.
2. ↑  Irene Dunne makes a charming figure as leading woman, and contributes several songs necessary to the action. Part calls for quiet and persuasive grace, which this young actress possesses abundantly.